# XD-Picture Card

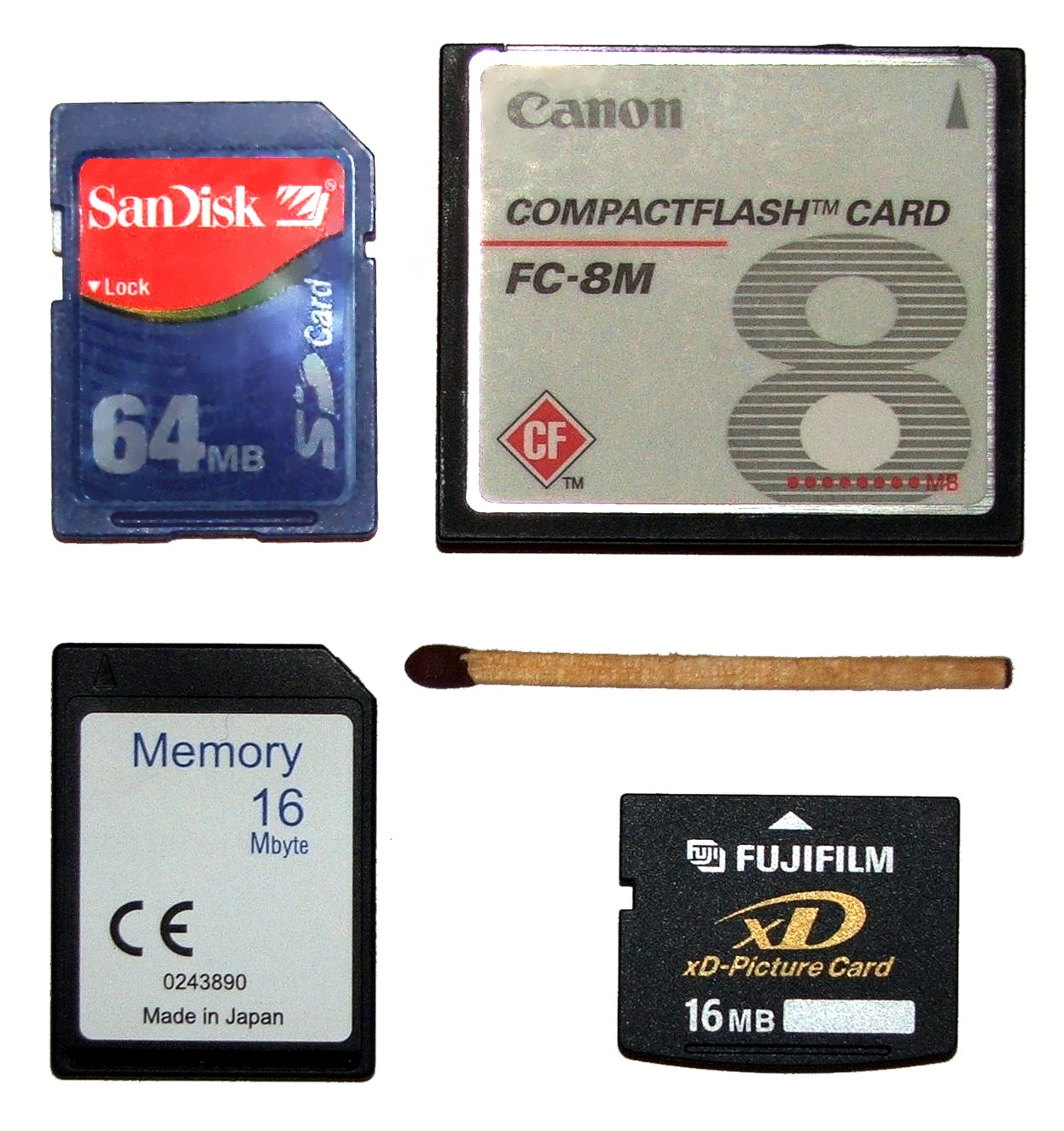
Olika minneskort med xD längst ner till höger.

xD-Picture Card är en typ av minneskort. Denna typ av minneskort används i första hand i digitalkameror, företrädesvis av två märken, Olympus och Fujifilm. Korten såg dagens ljus för första gången år 2002. Förkortningen xD står för "extreme Digital" och de finns tillgängliga i flera storlekar, från 16 megabyte till 2 gigabyte.
Type M och Type H är två xD-kortstandarder som lanserades 2005. De har identiska specifikationer och är därför kompatibla med varandra, men M använder en algoritm med högre komprimering, och kan därför tillverkas i större storlekar. Type H är utformad för att ha så hög läs- och skrivhastighet som möjligt, men på bekostnad av minnesutrymmet. Alla type H-kort har en hastighet som är 2-3 gånger snabbare än det ursprungliga xD-formatet.
M och H är inte kompatibla med följande kameror:
- Olympus: C-160, C-60z, My 410, mju 760
- Fuji FinePix tillverkade före 2004

M och H är inte fullständigt kompatibla med:
- Olympus c-770uz

Nya kameramodeller kräver Type H för videoinspelning med hög hastighet (640x480x30).